# Bahía Porpoise

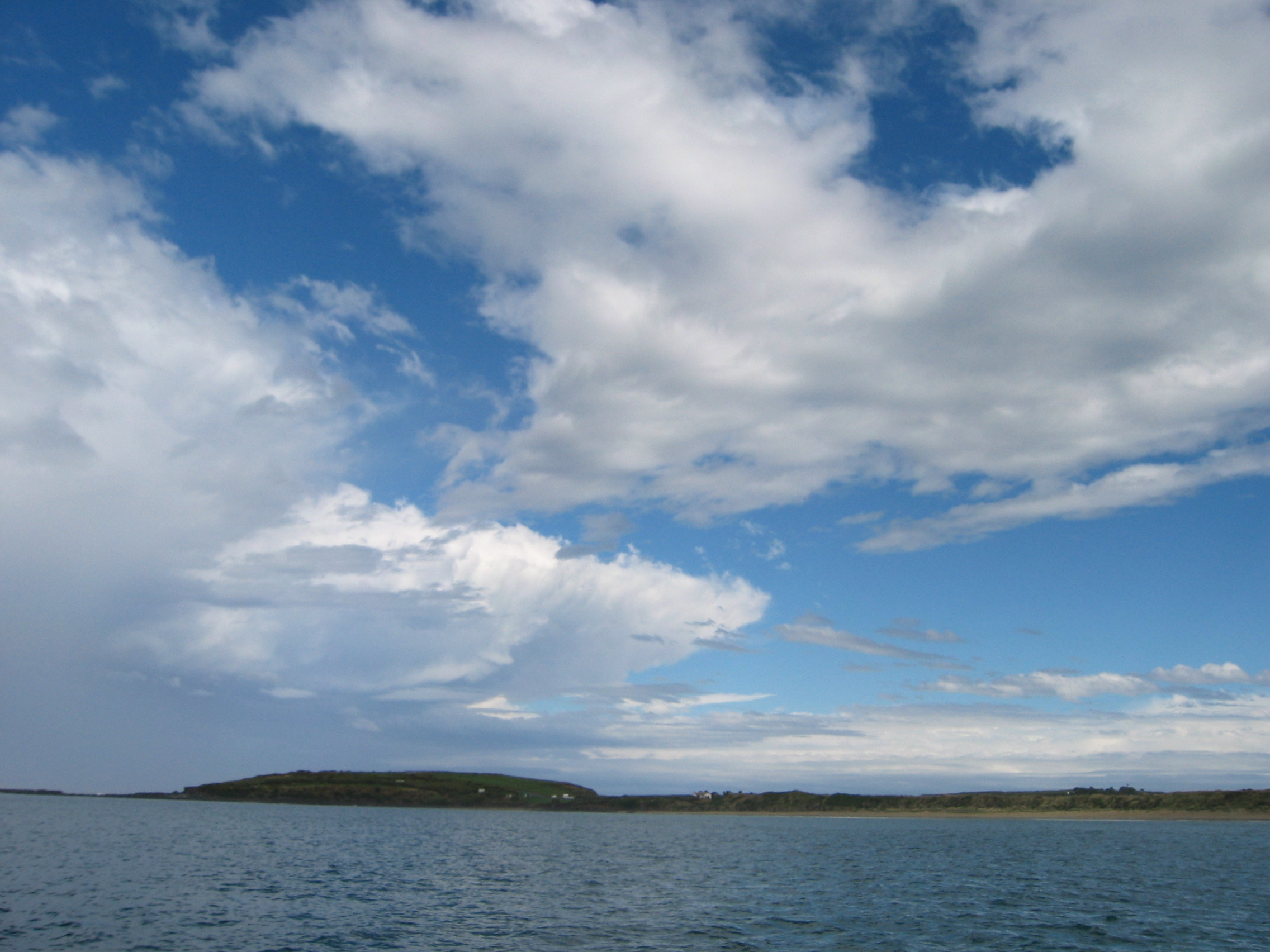
Vista a través de la bahía.

La bahía Porpoise se encuentra en la región conocida como The Catlins, en la costa meridional de la Isla Sur de Nueva Zelanda. La bahía se expande entre la cabeza norte, en la entrada del muelle de Waikawa y la cabeza sur. En este último lugar se encuentra un lugar de camping con vistas hacia la bahía. La cabeza sur separa la bahía Porpoise de la bahía Curio.
En la bahía habita una manada de delfines de Héctor, que son una especie amenazada. Pese a que hay rutas turísticas para ver los delfines desde un barco, también es posible observarlos desde la playa. 

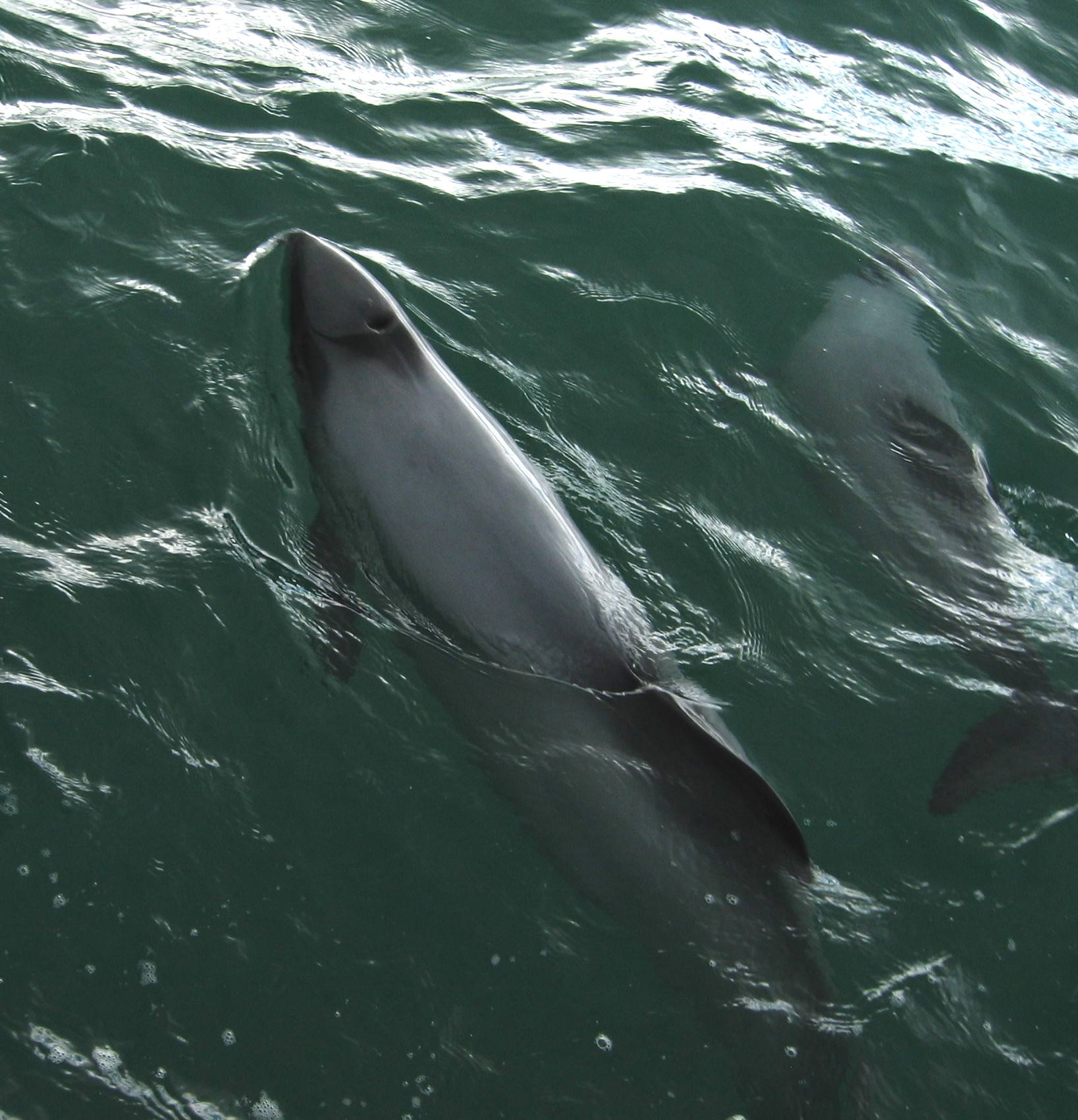
Delfines de Héctor en la Bahía Porpoise.

- Datos: Q7230363
- Multimedia: Porpoise Bay (New Zealand) / Q7230363